# Maria del Carme Vehils i Grau-Bolivar
Maria del Carme Vehils i Grau-Bolivar (Barcelona, 1881 - Punta del Este, 1925) fou pionera en el camp de la documentació en economia a Catalunya, i s'especialitzà en les relacions entre Catalunya i Amèrica

## Carrera professional
Treballà inicialment al Centre d'Investigació Econòmica, de la Casa d'Amèrica de Barcelona, entitat patrocinada per l'Ajuntament de Barcelona, la Compañía Transatlàntica, la companyia Hispano-Americana de Electricidad (CHADE) , la Compañía General de Tabacos de Filipinas, la Cambra del Llibre de Catalunya, i l'Institut Industrial de Terrassa. Des de 1911 va escriure notes i articles breus a la revista Mercurio, Revista Comercial Iberoamericana, dirigida aleshores per Frederic Rahola. El 1920 organitzà l'Arxiu General d'Economia (AGE), de la Casa d'Amèrica, que dirigien Marià Viada i Lluch i el seu germà Rafael Vehils i Grau-Bolivar, seguint les pautes dels arxius de la Unión Panamericana i de l'Institut d'Economia Mundial de Kiel.
Entre 1920 i 1923 dirigí un equip de vint-i-cinc documentalistes que, partint d'unes cent vint revistes d'economia, confegiren unes 25.000 fitxes, ordenades en deu àrees temàtiques, i alhora inicià una biblioteca especialitzada en economia americana que el 1936, 11 anys després de la seva mort,  arribaria a tenir uns 14.000 volums. També el 1920 posà en marxa, a l'AGE, una innovadora instal·lació d'un servei cablegràfic, que permetria la connectivitat transatlàntica de les informacions econòmiques.
El 1924 fou escollida com a representant de la Casa Amèrica de Barcelona al Congreso Internacional de Historia y Geografía de América, que se celebrà a Buenos Aires.
Forma part de l'exposició Dones Economistes Catalanes, creada pel Col·legi  d'economistes de Catalunya i la Societat Catalana d'Economia, on es destaquen les trajectòries de quinze economistes catalanes i onze d'estrangeres.